# جورجا فوكس
جورجا فوكس (بالإنجليزية: Jorja Fox)‏ مواليد 7 يوليو 1968 في نيويورك، نيويورك، الولايات المتحدة، هي ممثلة أمريكية بدأت مسيرتها الفنية عام 1989.

## الأعمال

### أفلام
- تذكار

## روابط خارجية
- جورجا فوكس على موقع IMDb (الإنجليزية)
- جورجا فوكس على موقع ألو سيني (الفرنسية)
- جورجا فوكس على موقع أول موفي (الإنجليزية)
- جورجا فوكس على موقع إن إن دي بي (الإنجليزية)
- جورجا فوكس على موقع قاعدة بيانات الفيلم (الإنجليزية)
- جورجا فوكس على موقع كينوبويسك (الروسية)